# Anochetus pupulatus
Anochetus pupulatus é uma espécie de formiga do gênero Anochetus, pertencente à subfamília Ponerinae.